# 아우토스트라다 A30
아우토스트라다 A30(이탈리아어: Autostrada A30)은 카세르타와 살레르노를 사이에 두고 이어주는 이탈리아의 고속도로로, 총 연장은 55.3km의 구간을 가지고 있다. 아우토스트라다 노선 중 몇 안되는 짧은 노선을 가지고 있는 것으로 보인다.